# Juban (huyện)
Huyện Juban là một huyện thuộc tỉnh Al Dali', Yemen. Đến thời điểm năm 2003, huyện này có dân số 42397 người